# Bägersta gård

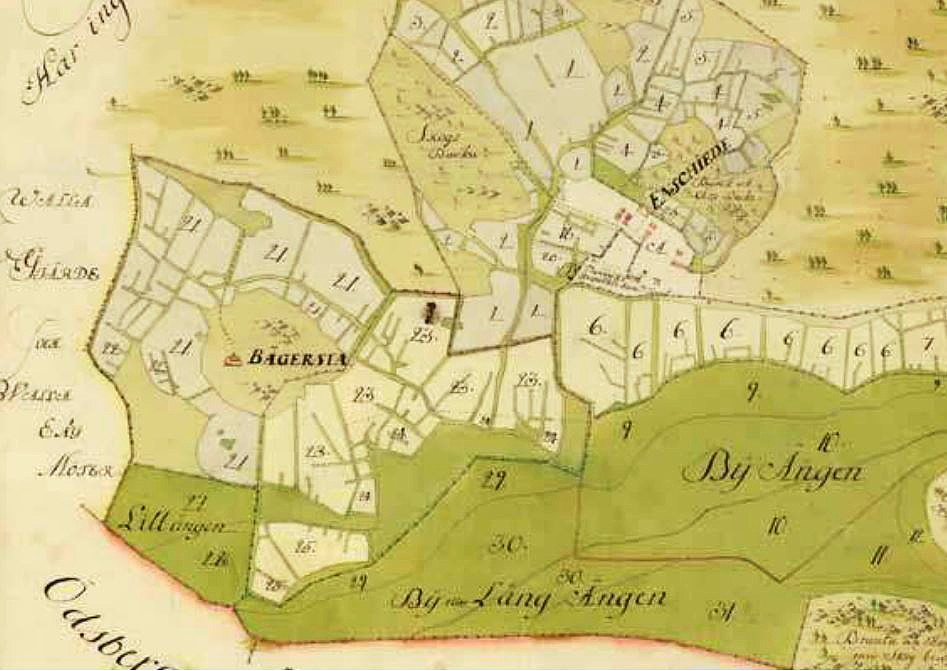
Gårdarna Bägersta och Enskede 1729.

Bägersta gård var en egendom belägen i nuvarande stadsdelen Enskedefältet i södra Stockholm. Av Bägersta återstår en liten kulle med ett grönområde som är ett fornminne med RAÄ-nummer Brännkyrka 200:1. Bägersta byväg påminner fortfarande om den forna gården.

## Historik

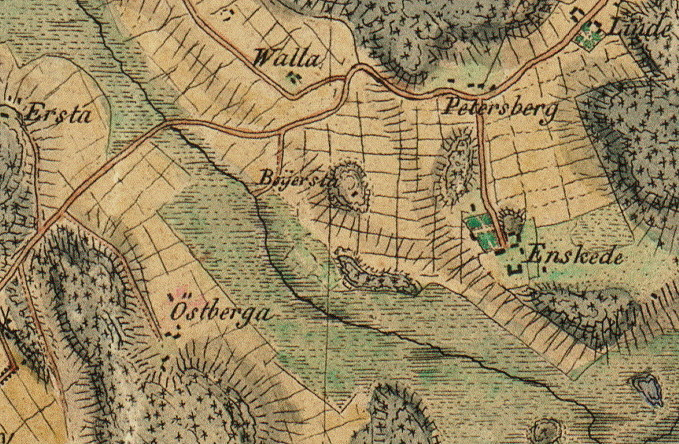
Gårdarna Ersta, Walla, Östberga, Enskede och i mitten Bägersta, 1817.

Bägersta låg i Valla ås bördiga dalgång som sträckte sig över dagens Årstafältet och Enskedefältet. Det stora gärdet kantades av historiska gårdar som Bägersta, Valla gård, Ersta, Östberga och Enskede gård samt längst i nordväst Årsta gård. Tvärs över gärdet sträckte sig den historiska Göta landsväg. Bägersta nämns första gången 1353, då en Jakob j Baeghrastum uppges vara vittne vid häradstinget. År 1484 omnämns en Olaff j Beyarsta.
En uppgift från 1500-talet tyder på att närbelägna Valla gård varit ett torp under Bägersta som då drevs som ett storskaligt jordbruk. Gränsen mellan Valla och Bägersta utgjordes av Göta landsväg. På 1630-talet fanns fortfarande en frälsegård i Bägersta som då ägdes av borgmästaren i Stockholm, Olof Bure. En kort tid på 1600-talets mitt var gården ett säteri. Fram till 1729 var Bägersta en självständig gård, då den förvärvades av Enskede gårds nyblivne ägare, riksrådet Gustaf Palmfelt. Enligt en husförslängd från 1772 bodde en statdräng med hustru och barn på Bägersta detta år.

## Bägersta idag

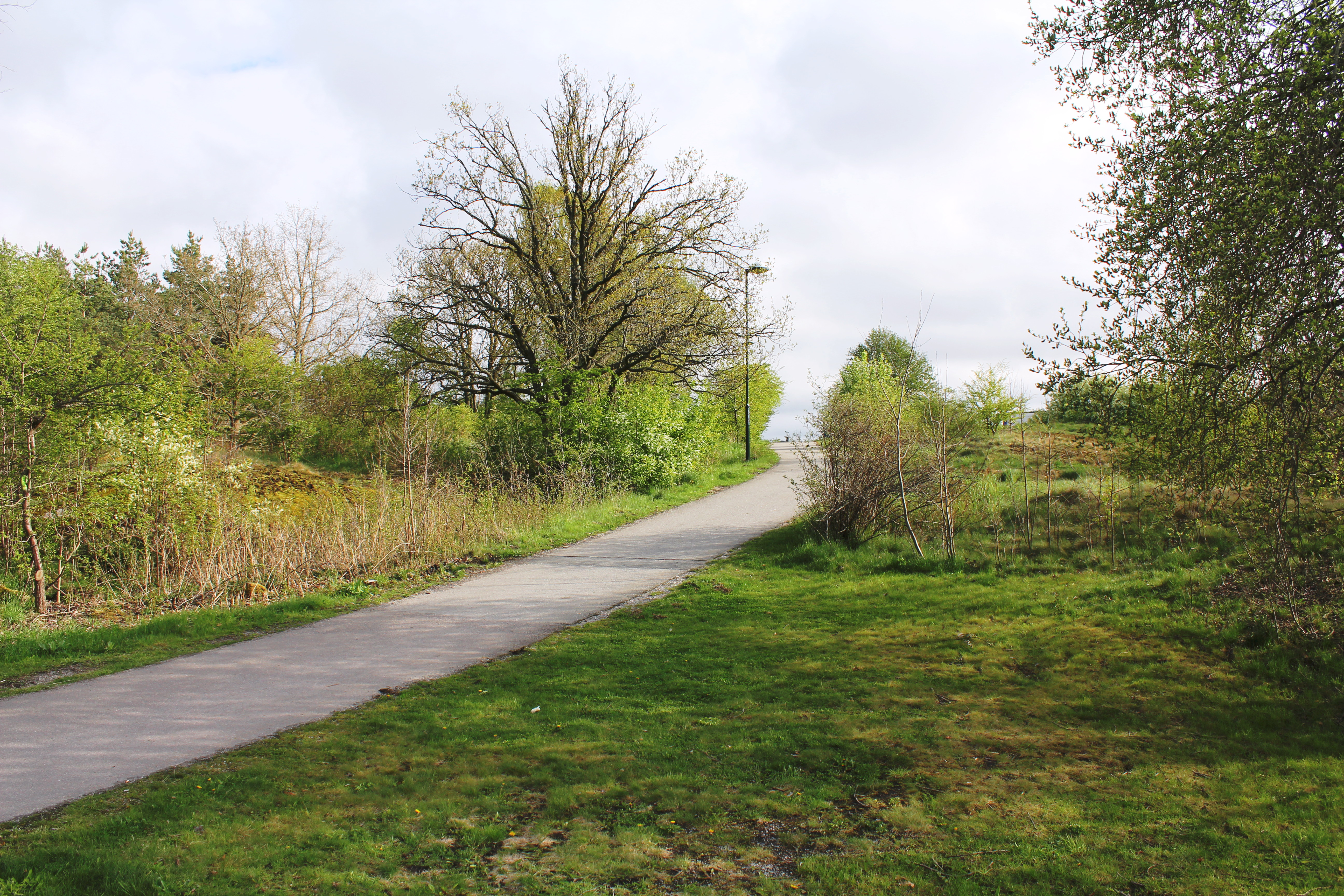
Bägersta bytomt, 2014.

Godset Enskede gårds vidsträckta egendomar förvärvades 1904 av Stockholms stad från dåvarande ägaren Axel Odelberg och var då stadens första och största markförvärv utanför tullarna. I köpet ingick även Bägersta.
Platsen var under många år obebyggd men planlades i slutet av 1970- respektive 1980-talet och bebyggdes på 1990-talet. Området kallas idag Årsta Park företagsområde. I norra delen av Årsta Park lämnades en liten kulle orörd och utgörs av Bägersta gamla bytomt. Här finns bebyggelselämningar inom en diameter av cirka 100 meter, med bland annat svart, fet jord och stenskoningar och några kulturväxter.

## Närbelägna gårdar
- Ersta gård
- Valla gård
- Östberga gård